# Jefferson (Dacota do Sul)
Jefferson é uma cidade localizada no estado norte-americano de Dacota do Sul, no Condado de Union.

## Demografia
Segundo o censo norte-americano de 2000, a sua população era de 586 habitantes.
Em 2006, foi estimada uma população de 592, um aumento de 6 (1.0%).

## Geografia
De acordo com o United States Census Bureau tem uma área de
0,7 km², dos quais 0,7 km² cobertos por terra e 0,0 km² cobertos por água. Jefferson localiza-se a aproximadamente 340 m acima do nível do mar.

## Localidades na vizinhança
O diagrama seguinte representa as localidades num raio de 20 km ao redor de Jefferson.